# Saint-Auban-sur-l'Ouvèze
Saint-Auban-sur-l'Ouvèze é uma comuna francesa na região administrativa de Auvérnia-Ródano-Alpes, no departamento de Drôme. Estende-se por uma área de 16,55 km². Em 2010 a comuna tinha 216 habitantes (densidade: 13,1 hab./km²).